# Chateau Bijstand
Chateau Bijstand is een Nederlands televisieprogramma dat uitgezonden werd door SBS6. In het programma ging de familie Meiland, bestaande uit Martien, Erica, Maxime, Claire en Vivé een maand op bijstandsniveau leven.
Het programma was een co-productie tussen Talpa Entertainment Productions en ITV Studios Netherlands en is een spin-off van Chateau Meiland.

## Format
In het programma verhuisde de familie Meiland, bestaande uit vader Martien, moeder Erica, dochter Maxime en kleindochters Claire en Vivé samen met hun twee honden naar een huurwoning in Uithoorn om daar voor een maand op bijstandsniveau te gaan leven. De familie moest al hun persoonlijke spullen zoals telefoons en portemonnees inleveren en mocht per gezinslid enkel een toilettas en één koffer met kleding meenemen, voor de rest begon de familie met niets.
De familie kreeg voorafgaand aan het experiment eenmalig een budget van 1.500 euro om het huis volledig mee in te richten en een derdehands auto van aan te schaffen. In de eerste twee afleveringen was te zien hoe ze met dit budget hun volledige inboedel bij elkaar probeerde te kopen via kringloopwinkels en marktplaats. Vanaf de derde aflevering ging het experiment pas echt van start en nam de familie haar intrek in de huurwoning en gingen zij leven op een bijstandsuitkering waar ze de hele maand van moesten zien rond te komen. Deze 'uitkering' kreeg de familie iedere week voor een deel uitbetaald, van dit bedrag waren alle vaste lasten waaronder de huur en verzekeringen al afgehaald. In de eerste week kreeg de familie 225 euro te besteden. In de tweede week waren de dochters van Maxime bij haar vriend gaan logeren, hierdoor werd de familie gekort op de kinderbijslag en dergelijke waardoor zij maar 58 euro kregen. De derde week waren de kleinkinderen weer aanwezig en kregen ze wederom 225 euro als weekbudget, voor de vierde week vertrokken de kleinkinderen weer en werd het weekbudget gekort tot 58 euro. 
Verder zet de familie zich in voor het goede doel Stichting Babyspullen.
Om het experiment af te sluiten organiseert de familie een groot feest voor alle bewoners van de buurt waarin ze gedurende het experiment hebben gewoond. De volgende dag werd de huurwoning weer helemaal leeggemaakt aangezien deze weer in de originele staat moest worden teruggegeven. Dit alles was te zien in de laatste aflevering.

## Afleveringsoverzicht
| Afl.                   | Uitzenddatum           | Thema                                              | Kijkcijfers |
| ---------------------- | ---------------------- | -------------------------------------------------- | ----------- |
| 1                      | 14 maart 2022          | Voorbereiden en inkopen voor het bijstandshuis     | 1.087.000   |
| 2                      | 21 maart 2022          | Voorbereiden en inkopen voor het bijstandshuis     | 1.049.000   |
| 3                      | 28 maart 2022          | In de bijstand                                     | 1.041.000   |
| 4                      | 4 april 2022           | In de bijstand                                     | 1.123.000   |
| 5                      | 11 april 2022          | In de bijstand                                     | 1.045.000   |
| 6                      | 18 april 2022          | In de bijstand                                     | 1.053.000   |
| 7                      | 25 april 2022          | In de bijstand                                     | 1.078.000   |
| 8                      | 2 mei 2022             | In de bijstand                                     | 971.000     |
| 9                      | 9 mei 2022             | In de bijstand                                     | 955.000     |
| 10                     | 16 mei 2022            | Gaan de bijstand uit en organiseren een buurtfeest | 1.029.000   |
| Gemiddelde kijkcijfers | Gemiddelde kijkcijfers | Gemiddelde kijkcijfers                             | 1.043.100   |

## Achtergrond
In december 2021 werd het programma voor het eerst aangekondigd en had de oorspronkelijke startdatum van 7 maart 2022 in de planning. Deze datum werd uiteindelijk met een week uitgesteld naar 14 maart 2022, dit kwam doordat SBS6 samen met RTL 4 en NPO 1 het programma Samen in actie voor Oekraïne onverwachts uit ging zenden om gezamenlijk geld op te halen voor de oorlogsslachtoffers van Oekraïne.

### Kritiek
Nog voordat Chateau Bijstand met de uitzendingen was begonnen had het al te maken met diverse kritieken. Zo werd er gezegd dat dit programma vanwege de oorlog in Oekraïne en de oplopende benzine- en energieprijzen nu niet gepast zou zijn. Daarnaast was er kritiek op het huurhuis waarin de familie Meiland plaats nam, het huurhuis was namelijk te duur om door te gaan voor een sociale huurwoning. SBS gaf hier als reactie op dat je voor het maken van een televisieprogramma niet zomaar in een sociale huurwoning kan plaatsnemen, omdat deze woningen op het moment hard nodig zijn en daarom hebben ze een huurhuis gekozen dat het meest in de buurt komt. Na de eerste aflevering gaven tevens verschillende televisierecensenten hun kritiek op het programma, onder wie Angela de Jong, die vond dat het programma niet meer zou passen in de huidige tijdsgeest. Na het uitzenden van de derde aflevering op 28 maart 2022, kwam er wederom kritiek, ditmaal op het budget dat de familie tijdens deze maand in de bijstand te besteden kregen. De kijkers vonden dit bedrag van 225 euro per week te hoog en onrealistisch voor mensen die in de bijstand leven.

### Waardering
De eerste aflevering van het programma werd uitgezonden op maandagavond 14 maart 2022. Ondanks dat het programma kampte met veel kritiek werd de eerste aflevering door 1.087.000 kijkers bekeken en was daarmee het zevende best bekeken programma van die dag en versloeg het tevens de concurrent RTL 4 op primetime. Ondanks de aanhoudende kritieken wist ook de tweede aflevering door de miljoengrens heen te gaan, deze aflevering werd op 21 maart 2022 door 1.049.000 kijkers bekeken.

## Trivia
- De naam Chateau Bijstand verwijst naar de naam van het televisieprogramma Chateau Meiland waaraan de familie Meiland haar bekendheid te danken heeft.
- Het programma toont gelijkenissen met de programma's De Frogers: Effe geen cent te makken, Geer & Goor: Effe geen cent te makken en De Roelvinkjes: Effe geen cent te makken.